# Мипарти

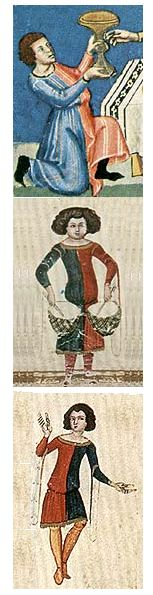
Мипарти в XIV веке

Мипарти (ми-парти; фр. -лат. mi-parti, «разделённый пополам») — костюм, разделённый разными цветами вертикально пополам. Разные цвета левой и правой стороны распространялись от головных уборов до разноцветной обуви. В более сложных случаях на разные цвета разделяется не только сам костюм, но и отдельные его части: рукава, штанины, башмаки и т. п.
Одежда мипарти появилась в конце XII века в Западной Европе. Она была тесно связана с геральдикой, так как было распространено, что вассалы (в основном молодёжь и пажи) и слуги, а также супруга феодала на торжествах носили одежду его герба. В стиле мипарти вплоть до XVI века существовала и военная форма, дольше всего она продержалась в Швейцарии.
Выйдя из моды, мипарти сохранялся в качестве театрального и шутовского костюма.